# قشلاق (مقاطعة فامنين)
قشلاق (بالفارسية: قشلاق) هي قرية تقع في قسم بيشخور الريفي (مقاطعة فامنين) في إيران. يقدر عدد سكانها بـ 108 نسمة بحسب إحصاء 2016.